# Margherita van Savoye-Aosta
Margherita Isabella Maria Victoria Emanuelle Helena Gennara van Savoye-Aosta (Napels, 7 april 1930 – Bazel, 10 januari 2022) was een Italiaanse prinses uit het huis Savoye. 
Zij is het oudste kind van prins Amadeus van Aosta, 3de hertog van Aosta, en Anne van Orléans. 
Zij trouwde op 29 december 1953 in Napels met Robert van Oostenrijk-Este, de tweede zoon van de laatste keizer van Oostenrijk, Karel I en keizerin Zita.
Het paar kreeg vijf kinderen:
- Maria Beatrix (1954), gehuwd met Riprand von Arco-Zinneberg
- Lorenz (1955), gehuwd met prinses Astrid van België
- Gerard (1957)
- Martin (1959), gehuwd met Katharina von Isenburg-Birstein
- Isabella (1963), gehuwd met Andrea Czarnocki-Lucheschi

Ze overleed op 91-jarige leeftijd.